# Djiredji
Djiredji est une localité du Sénégal, située dans le département de Sédhiou et la région de Sédhiou, en Casamance, dans le sud du pays.
C'est le chef-lieu de la communauté rurale du même nom, ainsi que de l'arrondissement de Djiredji depuis la création de celui-ci par un décret du 10 juillet 2008.
On y dénombre 1 371 personnes et 127 ménages.
Le maire de la commune se prénomme Mamadou-Lamine-Diawara. Il est élu une première fois en 2014 et réélu en 2019. Il fait partie du conseil économique social et environnemental.
De nombreux projets sont en réflexion pour le développement de cette commune rurale comme le soucis des déchets, la production du sel, l’éducation et bien d'autres encore.